# برنارد اچ.وی.۲۲۰
برنارد اچ.وی. ۲۲۰ (به انگلیسی: Bernard_H.V.220) یک هواگرد ملخ‌پیشین تک‌موتوره از نوع Racing هواپیمای آب‌نشین ساخت شرکت Société des Avions Bernard است. در مجموع، تعداد ۱ فروند از این هواگرد ساخته شده‌است.